# Капшуна (Дамбовица)
Капшуна (рум. Căpșuna) насеље је у Румунији у округу Дамбовица у општини Кобија де Сус. Oпштина се налази на надморској висини од 234 m.

## Становништво
Према подацима из 2002. године у насељу је живело 198 становника, од којих су сви румунске националности.